# Referéndum de independencia de Turkmenistán de 1991
El referéndum de independencia de Turkmenistán de 1991 fue un referéndum que se llevó a cabo en la República Socialista Soviética de Turkmenistán el 26 de octubre de 1991. Los votantes contestaron dos preguntas:
1. ¿Está usted de acuerdo con el establecimiento de Turkmenistán como un independiente estado democrático?
2. ¿Usted apoya la declaración del presidente y el Sóviet Supremo de la República Socialista Soviética de Turkmenistán "Sobre la política interna y externa de Turkmenistán" y la actividad práctica para implementarse?

Ambas preguntas fueron aprobadas por el 93% de los votos. La participación fue del 97.4%.

## Resultados

### Independencia
| Alternativa                           | Votos     | %     |
| ------------------------------------- | --------- | ----- |
| A favor                               | 1,707,725 | 94.06 |
| En contra                             | 107,693   | 5.94  |
| Votos inválidos/en blanco             |           | –     |
| Total                                 | 1,815,418 | 100   |
| Participación de votantes registrados | 1,864,142 | 97.38 |
| Fuente: Direct Democracy              |           |       |

### Segunda pregunta
| Alternativa                           | Votos     | %     |
| ------------------------------------- | --------- | ----- |
| A favor                               |           | 93.5  |
| En contra                             |           | 6.5   |
| Votos inválidos/en blanco             |           | –     |
| Total                                 | 1'815'418 | 100   |
| Participación de votantes registrados | 1,864,142 | 97.38 |
| Fuente: Direct Democracy              |           |       |